# 1975 Pikelner
1975 Pikelner este un asteroid din centura principală, descoperit pe 11 august 1969 de Liudmila Cernîh.